# هاري إف. بارنز
هاري إف. بارنز (بالإنجليزية: Harry F. Barnes)‏ هو قاضي ومحامي أمريكي، ولد في 14 مايو 1932 في ممفيس في الولايات المتحدة، وتوفي في 26 فبراير 2019.